# لی یان (بازیکن والیبال)
لی یان (انگلیسی: Li Yan؛ زادهٔ ۱ مهٔ ۱۹۷۶) ورزشکار والیبال اهل چین است.
وی در مسابقات کشوری و بین‌المللی در مجموع برندهٔ ۲ مدال نقره، ۱ مدال برنز شده‌است.